# Santiago Tetepec (kommun)
Santiago Tetepec är en kommun i Mexiko.   Den ligger i delstaten Oaxaca, i den sydöstra delen av landet, 400 km söder om huvudstaden Mexico City.
Följande samhällen finns i Santiago Tetepec:
- Santiago Tetepec
- Santa Cruz Tihuixte
- Guadalupe del Tambor
- San Luis Chatañú
- La Soledad Carrizo
- El Ocote
- Tierra Colorada